# Wensley
Wensley is een civil parish in het bestuurlijke gebied Richmondshire, in het Engelse graafschap North Yorkshire.